# Lech Poznań w sezonie 2011/2012
Sezon 2011/2012 dla klubu Lech Poznań był dziesiątym z rzędu sezonem w najwyższej klasie rozgrywkowej w polskim systemie ligowym w piłce nożnej. Przygotowania na sezonu drużyna rozpoczęła 27 czerwca. W tym dniu zespół odbył rozmowę ze sztabem szkoleniowym, a następnie został podzielony na dwie grupy, które zamiennie odbyły testy i badania wydolnościowe w klinice Rehasport oraz trenowały w sali gimnastycznej w trenerem od przygotowania fizycznego Luisa Mili. Swój pierwszy mecz sparingowy drużyna rozegrała 7 lipca przeciwko Zagłębiu Lubin. Trzy dni wcześniej ogłoszono oficjalną listę sparingpartnerów Kolejorza podczas zgrupowania w Niemczech. Drużyna z Poznania w ciągu dziesięciu dni rozegrała pięć meczów. Sezon ligowy poznaniacy rozpoczęli na stadionie GKS-u Bełchatów 29 lipca w meczu przeciwko beniaminkowi ŁKS Łódź, zaś zakończyli spotkaniem z drugim zespołem z Łodzi – Widzewem 6 maja, choć pierwotnie spotkanie miało odbyć się tydzień później.
Po zajęciu w poprzednim sezonie piątego miejsca w lidze Lech Poznań po raz pierwszy od trzech sezonów nie uczestniczył w rozgrywkach europejskich. Drużyna występowała w krajowych rozgrywkach: Ekstraklasy oraz Pucharu Polski.

## Wydarzenia przedsezonowe
Przygotowania na sezonu drużyna rozpoczęła 27 czerwca. W tym dniu zespół odbył rozmowę ze sztabem szkoleniowym, a następnie został podzielony na dwie grupy, które zamiennie odbyły testy i badania wydolnościowe w klinice Rehasport oraz trenowały w sali gimnastycznej w trenerem od przygotowania fizycznego Luisa Mili.

### Mecze sparingowe
Swój pierwszy mecz sparingowy drużyna rozegrała 7 lipca przeciwko Zagłębiu Lubin. Trzy dni wcześniej ogłoszono oficjalną listę sparingpartnerów Kolejorza podczas dwunastodniowego zgrupowania w niemieckim Miesbach, które odbyło się w dniach 9 – 20 lipca, wzięło w nim udział 25 zawodników. Drużyna z Poznania podczas zgrupowania rozegrała pięć meczów z drużynami: Panathinaikosu Ateny, Rubin Kazań, VfR Aalen, Vestel Manisaspor, Sivasspor. Bilans tych spotkań to: jedno zwycięstwo, jeden remis oraz trzy porażki, zaś bramek 2-5. Po powrocie do Polski drużyna zagrała w jeszcze jednym sparingu, który przegrała z cypryjskim AEL Limassol.
| 17 lipca 2011 | Lech Poznań      | 1:0   | Zagłębie Lubin |                                                      |
| 17:00 CET     | Kamil Drygas 24' | (1:0) |                | Stadion Dyskobolii Grodzisk Wielkopolski Widzów: 300 |

| 211 lipca 2011 | Lech Poznań | 0:1   | Panathinaikos AO |                                              |
| 18:00 CET      |             | (0:0) | 86' Bryce Moon   | Stadion Jenbach Jenbach, Austria Widzów: 200 |

| 313 lipca 2011 | Rubin Kazań            | 1:2   | Lech Poznań                            |                                                     |
| 18:30 CET      | Aleksiej Medwjedew 31' | (1:1) | 4' Mateusz Możdżeń · 87' Vojo Ubiparip | Sportzentrum Kaufering Kaufering, Niemcy Widzów: 50 |

| 415 lipca 2011 | VfR Aalen           | 2:0   | Lech Poznań |                                          |
| 19:00 CET      | Marco Haller 3' 21' | (2:0) |             | Scholz Arena Aalen, Niemcy Widzów: 2tys. |

| 517 lipca 2011 | Lech Poznań | 0:0 | Vestel Manisaspor |                                              |
| 18:30 CET      |             |     |                   | Stadion Jenbach Jenbach, Austria Widzów: 100 |

| 619 lipca 2011 | Lech Poznań | 0:1   | Sivasspor               |                                                         |
| 18:30 CET      |             | (0:1) | 22' Hayrettin Yerlikaya | Zentrale Sportanlage Hausham Hausham, Niemcy Widzów: 80 |

| 723 lipca 2011 | Lech Poznań         | 1:2   | AEL Limassol                |                                                      |
| 18:00 CET      | Artjoms Rudņevs 68' | (0:1) | 22' Cafú · 86' Djilli Vouho | Stadion Dyskobolii Grodzisk Wielkopolski Widzów: 350 |

### Sponsorzy
Na mocy umowy podpisanej 20 lipca Radio Merkury przedłużył współpracę i ponownie został patronem medialnym klubu. W zamian za promocję Poznaniaków na antenie radia, logo rozgłośni znajdzie się na nośnikach reklamowych Lecha. W każdy czwartek o godzinie 17:50 na antenie rozgłośni przewidywana jest audycja Magazyn Kolejorz. Podczas sezonu ligowego rozgłośnia ponadto przeprowani transmisję ze wszystkich spotkań Lecha Poznań. Drugim patronem medialnym po przedłużeniu umowy został Głos Wielkopolski. W dzienniku tym trzy razy w tygodniu będzie dołączany dodatek, który w całości będzie poświęcony Lechowi. Ponadto informacje o klubie znajdą się na portalu Bułgarska.pl oraz w Echo Miasta. Partnerem Technologicznym klubu została Horyzont Technologie Internetowe. Firma ta prowadzi i stworzyła nową szatę graficzną strony internetowej klubu. Ford Bemo Motors po przedłużeniu umowy został ponownie sponsorem Premium. Na mocy umowy logo firmy znajdzie się na lewym rękawie koszulek oraz na tablicy sędziowskiej.

### Letnie okno transferowe
Największym transferem w letnim oknie transferowym były przenosiny bułgarskiego pomocnika Aleksandyra Tonewa do klubu z Poznania. Piłkarz po zakończeniu kontraktu z CSKA Sofia podpisał czteroletni kontrakt, który będzie obowiązywał do 30 czerwca 2015 roku. Dodatkowo już w trakcie sezonu do zespołu dołączył Holender Marciano Bruma, który podpisał jednoroczną umowę z możliwością przedłużenia o kolejne lata. Według nowej polityki zarządu klub stawiając na wychowanków zespołu zrezygnował z innych większych transferów.
Z klubu podczas letniego okna transferowego odeszli: Joël Tshibamba, Tomasz Bandrowski, Bartosz Bosacki oraz Mateusz Machaj. Na zasadzie jednorocznego wypożyczenia klub opuścili Przemysław Frąckowiak, który przeszedł do Bergamo oraz Jacek Kiełb, który przeszedł do Kielc, jednakże w meczu ligowym przeciwko Lechowi nie będzie mógł zagrać.
Dane na podstawie Transfermarkt
| Piłkarz          | Pozycja  | Od          | Opłata         |  | Piłkarz               | Pozycja   | Do                    | Opłata         |
| Aleksandyr Tonew | Pomocnik | CSKA Sofia  | 350 000 euro   |  | Joël Tshibamba        | Napastnik | AE Larisa             | 140 000 euro   |
| Marciano Bruma   | Obrońca  | Arka Gdynia | wolny transfer |  | Tomasz Bandrowski     | Pomocnik  | Jagiellonia Białystok | wolny transfer |
|                  |          |             |                |  | Bartosz Bosacki       | Pomocnik  |                       | wolny transfer |
|                  |          |             |                |  | Mateusz Machaj        | Pomocnik  | Lechia Gdańsk         | 50 000 euro    |
|                  |          |             |                |  | Bartosz Bereszyński   | Napastnik | Warta Poznań          | 15 000 euro    |
|                  |          |             |                |  | Przemysław Frąckowiak | Bramkarz  | Atalanta BC           | wypożyczenie   |
|                  |          |             |                |  | Jacek Kiełb           | Pomocnik  | Korona Kielce         | wypożyczenie   |
|                  |          |             |                |  | Wojciech Golla        | Pomocnik  | Pogoń Szczecin        | wolny transfer |
|                  |          |             |                |  | Marciano Bruma        | Obrońca   | Rijnsburgse Boys      | wolny transfer |

### Inne
- Od sezonu 2011/2012 każdy kibic chcący wejść na mecz Lecha Poznań rozgrywany przy ulicy Bułgarskiej musi posiadać kartę kibica[27].
- Reprezentant Łotwy Artjoms Rudņevs w tym sezonie będzie reprezentował klub z nadrukiem na koszulce Rudnev. Jest to rosyjska pisownia jego nazwiska[28].
- 17 czerwca serbski piłkarz Lecha Poznań Ivan Đurđević ożenił się z Agnieszką[29].
- Lech nie rozegra żadnego z pierwszych pięciu meczów ligi na Stadionie Miejskim. Powodem jest organizowany na tym stadionie zawody Freestyle Motocross Red Bull X-Fighters, które mają się odbyć 6 sierpnia[30] oraz związana z tym wymiana murawy[31]. Z tego powodu mecz czwartej kolejki drużyna Lecha zagra na Stadionie Amiki Wronki.
- W 2010 roku Lech Poznań osiągnął największe przychody ze wszystkich polskich klubów piłkarskich. Z raportu firmy Deloitte wynika, iż klub z Poznania zarobił 61 milionów złotych, co jest wynikiem lepszym od 2009 roku o 51% (wtedy 20,7 mln). Drugie miejsce w tej klasyfikacji zajęło KGHM Zagłębie Lubin, które zarobiło 32,2 mln[32].
- W wieku 74 lat po poważnej chorobie w dniu 19 lipca zmarł długoletni piłkarz drużyny Lecha Jan Kaczmarek[33][34].
- W wyniku umowy konsorcjum Marcelin Management i KKS Lech Poznań od 1 września będzie dzierżawcą i operatorem Stadionu Miejskiego oraz infrastruktury towarzyszącej obiektowi. Umowa została podpisana na 20 lat[35].
- Kibice Lecha Poznań kontynuują protest rozpoczęty w poprzednim sezonie. Fani Kolejorza zrezygnują z efektownych opraw, nie będą dopingować, a na stadion będą przychodzić ubrani na czarno[36].
- Kibice gości na Stadion Miejski w Poznaniu nie będą wpuszczani do końca 2011 roku. Zakaz ten spowodowany jest pracami wokół stadionu i modernizacją ulicy Bułgarskiej[37].

## Ekstraklasa
Lech Poznań rozpoczął sezon ligowy wyjazdowym spotkaniem z beniaminkiem ekstraklasy, drużyną ŁKS Łódź. Spotkanie odbyło się 29 lipca o godzinie 18:00 na stadionie w Bełchatowie. Spowodowane było to przedłużającym się remontem na stadionie ŁKS w Łodzi. Mecz ten otwierał nowy sezon ekstraklasy, a zatem zdobywca pierwszej bramki w spotkaniu Artjoms Rudņevs został również zdobywcą pierwszej bramki w sezonie. Spotkanie rozpoczęło się od ataków ŁKS-u, jednak w to Lech zdobył pierwszą bramkę, którą po podaniu Mateusza Możdżenia zdobył Rudņevs. W ciągu kolejnych dziesięciu minut drużyna z Poznania a zdobyła jeszcze dwie bramki najpierw do własnej bramki trafił Stefańczyk, a chwilę później strzałem z okolic trzydziestego metra Bogusława Wyparło pokonał Semir Štilić. Była to ostatnia bramka pierwszej połowy. Drugą rozpoczęły ponowne ataki ŁKS-u, jednak po 60 minucie spotkania ponownie inicjatywę przejął Lech, skutkiem czego był kolejne dwie braki Rudņevsa. Pierwszą żółtą kartę w tym sezonie zdobył Dimitrije Injac. Po tym spotkaniu stanowisko trenera drużyny z Łodzi utracił Andrzej Pyrdoł, który uzyskał stanowisko trenera koordynatora I drużyny oraz zespołu występującego w Młodej Ekstraklasie. Mecz drugiej kolejki Lech Poznań rozegrał na Dialog Arenie z miejscowym Zagłębiem Lubin. Pierwsza połowa nie została okraszona zdobyciem bramki przez żadną z drużyn. W drugiej padły dwie bramki. Pierwszą zdobył Luis Henríquez, który po podaniu Štilića mocnym strzałem pokonał Isailovicia. Na pięć minut przed zakończeniem regulaminowego czasu gry na strzał z dystansu zdecydował się Szymon Pawłowski, który doprowadził do remisu w tym spotkaniu. Po dziesięciodniowej przerwie z rozgrywkach spowodowanym przerwą na spotkania międzynarodowe Lech rozegrał spotkanie w Bełchatowie z tamtejszym GKS-em. Spotkanie zakończyło się trzy bramkowym zwycięstwem gości po zdobytym drugim w sezonie hat tricku Artjomsa Rudņevsa. W pierwszym meczu "u siebie", który odbył się we Wronkach Kolejorz wygrał pewnie po dwóch bramkach Artjomsa Rudņevsa i jednej Mateusza Możdżenia. W ostatnim sierpniowym meczu drużyna Lecha uległa Górnikowi Zabrze tracą dwie bramki po strzałach Kwieka oraz Banasia. W doliczonym czasie gry honorową bramkę strzałem zza pola karnego zdobył Krywiec. W pierwszym wrześniowym meczu Kolejorz przegrał z Wisłą Kraków 0:1. Po dwóch porażkach piłkarze Lecha wygrali na stadionie przy ulicy Bułgarskiej z białostocką Jagiellonią 4:1 po trzecim w tym sezonie hat tricku Artjomsa Rudņevsa i jednej bramce Aleksandyra Tonewa. Bramkę dla przyjezdnych zdobył Plizga. W kolejnym spotkaniu Poznaniacy pojechali do Wrocławia na mecz z tamtejszym Śląskiem. Spotkanie zakończyło się porażką 1:3 pomiędzy innymi błędach defensywy, która dwukrotnie źle zareagowała na ataki Wrocławian. Kolejne spotkanie miało miejsce już w październiku. W meczu wyjazdowym Lech zwyciężył Cracovię. W czwartej minucie tego spotkania pierwszą bramkę po powrocie z rosyjskiego Rubinia Kazań zdobył Rafał Murawski, ponadto dwie bramki Rudņevs. Po tym meczu odbyła się przerwa na mecze reprezentacyjne. Dwa tygodnie później Lech po raz ostatni w rundzie jesiennej zwyciężył i zdobył bramkę. Miało to miejsce w meczu przeciwko Koronie Kielce, kiedy to w 64. minucie spotkania strzałem z głowy Grzegorza Wojtkowiaka zdobył zwycięską bramkę. W kolejnych pięciu spotkaniach kolejno z:
Lechią, Legią, Polonią, Podbeskidziem oraz Widzewem Lech nie zdobył bramki, mając przy tym bilans meczowy 3 remisy – 2 porażki. W dwóch rozgrywanych awansem meczów rundy wiosennej Lech jednak zwyciężył przy bardzo niskiej frekwencji z drużynami ŁKS-u (4:0) oraz Zagłębia Lubin (3:2).
| Bilans meczów |    |    |    |    |    |    |    |    |    |    |    |    |    |    |    |    |    |    |    |    |    |    |    |    |    |    |    |    |    |    |
| Kolejka       | 01 | 02 | 03 | 04 | 05 | 06 | 07 | 08 | 09 | 10 | 11 | 12 | 13 | 14 | 15 | 16 | 17 | 18 | 19 | 20 | 21 | 22 | 23 | 24 | 25 | 26 | 27 | 28 | 29 | 30 |
| Miejsce       | W  | W  | W  | D  | W  | D  | D  | W  | W  | D  | W  | D  | W  | W  | D  | D  | D  | D  | W  | D  | W  | W  | D  | D  | W  | D  | W  | D  | D  | W  |
| Rezultat      | W  | R  | W  | W  | P  | P  | W  | P  | W  | W  | R  | R  | P  | R  | P  | W  | W  | P  | P  | W  | R  | P  | W  | W  | R  | W  | W  | W  | W  | R  |
| Pozycja       | 1  | 3  | 2  | 1  | 2  | 4  | 2  | 7  | 4  | 2  | 4  | 3  | 5  | 4  | 7  | 6  | 5  | 5  | 9  | 9  | 8  | 9  | 6  | 6  | 6  | 5  | 4  | 4  | 3  | 4  |

Legenda:       1. miejsce;       2. miejsce;       3. miejsce;       Spadek: D – Mecze rozgrywany w domu; W – Mecz rozgrywany na wyjeździe.
Źródło: 90minut.pl.

### Statystyki
| Gole                | Gole | Asysty            | Asysty | Punkty              | Punkty |
| ------------------- | ---- | ----------------- | ------ | ------------------- | ------ |
| Artjoms Rudņevs     | 22   | Semir Štilić      | 7      | Artjoms Rudņevs     | 24     |
| Mateusz Możdżeń     | 4    | Mateusz Możdżeń   | 4      | Mateusz Możdżeń     | 8      |
| Vojo Ubiparip       | 3    | Marcin Kikut      | 3      | Semir Štilić        | 8      |
| Luis Henríquez      | 2    | Rafał Murawski    | 3      | Rafał Murawski      | 6      |
| Siarhiej Krywiec    | 2    | Artjoms Rudņevs   | 2      | Vojo Ubiparip       | 3      |
| Rafał Murawski      | 2    | Aleksandyr Tonew  | 1      | Luis Henríquez      | 3      |
| Aleksandyr Tonew    | 2    | Bartosz Ślusarski | 1      | Siarhiej Krywiec    | 3      |
| Semir Štilić        | 1    | Dimitrije Injac   | 1      | Aleksandyr Tonew    | 2      |
| Grzegorz Wojtkowiak | 1    | Luis Henríquez    | 1      | Marcin Kikut        | 3      |
|                     |      | Marciano Bruma    | 1      | Grzegorz Wojtkowiak | 1      |
|                     |      | Siarhiej Krywiec  | 1      | Bartosz Ślusarski   | 1      |
|                     |      |                   |        | Dimitrije Injac     | 1      |
|                     |      |                   |        | Marciano Bruma      | 1      |

### Inne
- Podczas spotkania ŁKS Łódź – Lech Poznań pierwszą bramkę sezonu zdobył Artjoms Rudņevs. Zawodnik ten zdobył również pierwszego Hat tricka sezonu[52].
- Podczas spotkania ŁKS Łódź – Lech Poznań swój pierwszy mecz w Lechu Poznań rozegrał Aleksandyr Tonew. Bułgar wszedł na boisko w 75. minucie zastępując Jakuba Wilka[53].
- Mecz ŁKS Łódź – Lech Poznań obejrzało w telewizji 324 tysiące osób, co było najlepszym rezultatem w całej kolejce. Drugi pod tym względem mecz obejrzało 166 tysięcy widzów[54].

### Sparingi
W czasie przerwy między piątą a szóstą kolejką ekstraklasy drużyna Lecha zagra w Koszalinie 3 września w spotkaniu pokazowym z Gwardią Koszalin, która to obchodzi 65. rocznicę powstania. Z powodu koligacji z terminem międzynarodowym kilku zawodników z pierwszego zespołu nie mogło zagrać w tym spotkaniu. W zamian zagrało kilku młodych zawodników w tym Jędrzej Łągiewka, który zagrał po raz pierwszy w karierze w seniorskim zespole.
| 3 września 2011 | Gwardia Koszalin | 0:4   | Lech Poznań                                        |                                        |
| 16:15 CET       |                  | (0:2) | 21' Kamiński · 36' Wilk · 51' Krywiec · 74' Drygas | Stadion im. Stanisława Figasa Koszalin |

## Puchar Polski
Lech Poznań swój pierwszy mecz o Puchar Polski zagra 20 września w 1/16 finału. Przeciwnikiem będzie zespół Chrobrego Głogów, mecz odbędzie się w dolnośląskiej miejscowości.
Mecze jesienne
| 1/16 finału 20 września 2011 | Chrobry Głogów | 0:3   | Lech Poznań                                  |                                                                    |
| 15:30 CET                    |                | (0:1) | 22' Ubiparip · 73' (k.) Štilić · 90' Rudņevs | Stadion Miejski Głogów Widzów: 2 900 Sędzia: Tomasz Wajda (Żywiec) |

| 1/8 finału 25 października 2011 | Polonia Bytom | 1:3   | Lech Poznań                             |                                                                                      |
| 19:30 CET                       | Paulista 15'  | (1:0) | 57' Wojtkowiak · 101' (k.) 109' Rudņevs | Stadion im. Edwarda Szymkowiaka Bytom Widzów: 1 780 Sędzia: Marcin Borski (Warszawa) |

Mecze wiosenne
| 1/4 finału 13 marca 2012 | Lech Poznań | 0:1   | Wisła Kraków |                                                                        |
| 18:30 CET                |             | (0:0) | Bunoza 70'   | Stadion Miejski Poznań Widzów: 16 839 Sędzia: Marcin Borski (Warszawa) |

| 1/4 finału 20 marca 2012 | Wisła Kraków | 1:0   | Lech Poznań |                                                                            |
| 18:30 CET                | Genkow 25'   | (1:0) |             | Stadion Miejski Kraków Widzów: 15 137 Sędzia: Daniel Stefański (Bydgoszcz) |

## Kadra zespołu
25 lipca sztab szkoleniowy Lecha Poznań ustalił kompletną kadrę zespołu na sezonu 2011/2012. Znalazło się w niej początkowo 24 zawodników.
| SEZON 2011/2012      |       |                      |                |                          |
| Imię i nazwisko      | Numer | Kraj                 | Data urodzenia | Poprzedni klub           |
| Trener               |       |                      |                |                          |
| Mariusz Rumak        |       | Polska               | 3.06.1977      | Jagiellonia Białystok ME |
| Bramkarze            |       |                      |                |                          |
| Gerard Bieszczad     | 1     | Polska               | 05.02.1993     | Lech Poznań ME           |
| Jasmin Burić         | 30    | Bośnia i Hercegowina | 18.02.1987     | NK Čelik Zenica          |
| Krzysztof Kotorowski | 27    | Polska               | 12.09.1976     | Błękitni Stargard        |
| Obrońcy              |       |                      |                |                          |
| Manuel Arboleda      | 5     | Kolumbia             | 02.08.1979     | Zagłębie Lubin           |
| Marciano Bruma       | 2     | Holandia             | 07.03.1984     | Arka Gdynia              |
| Ivan Đurđević        | 3     | Serbia               | 05.02.1977     | CF Os Belenenses         |
| Luis Henríquez       | 25    | Panama               | 23.11.1981     | Tauro F.C.               |
| Marcin Kamiński      | 35    | Polska               | 15.01.1992     | Lech Poznań ME           |
| Marcin Kikut         | 23    | Polska               | 25.06.1983     | Amica Wronki             |
| Grzegorz Wojtkowiak  | 22    | Polska               | 26.01.1984     | Amica Wronki             |
| Hubert Wołąkiewicz   | 20    | Polska               | 21.10.1985     | Lechia Gdańsk            |
| Pomocnicy            |       |                      |                |                          |
| Kamil Drygas         | 15    | Polska               | 07.09.1991     | Lech Poznań ME           |
| Wojciech Golla       | 34    | Polska               | 12.01.1992     | Lech Poznań ME           |
| Dimitrije Injac      | 21    | Serbia               | 12.08.1980     | FK Slavija               |
| Siarhiej Krywiec     | 10    | Białoruś             | 08.06.1986     | BATE Borysów             |
| Mateusz Możdżeń      | 32    | Polska               | 14.03.1991     | Lech Poznań ME           |
| Rafał Murawski       | 11    | Polska               | 09.10.1981     | Rubin Kazań              |
| Semir Štilić         | 14    | Bośnia i Hercegowina | 08.10.1987     | FK Željezničar           |
| Aleksandyr Tonew     | 24    | Bułgaria             | 02.02.1990     | CSKA Sofia               |
| Jakub Wilk           | 7     | Polska               | 11.07.1985     | wychowanek               |
| Napastnicy           |       |                      |                |                          |
| Artjoms Rudņevs      | 16    | Łotwa                | 13.01.1988     | Zalaegerszegi TE         |
| Bartosz Ślusarski    | 18    | Polska               | 11.12.1981     | Cracovia                 |
| Vojo Ubiparip        | 28    | Serbia               | 10.05.1988     | FK Spartak Subotica      |